# Outgaarden
Outgaarden (in het Waals Outchår; vroeger ook geschreven Autgaarden) is een dorp in de Belgische provincie Vlaams-Brabant en een deelgemeente van Hoegaarden. Outgaarden was vanaf 1922 een zelfstandige gemeente tot aan de gemeentelijke herindeling van 1977.

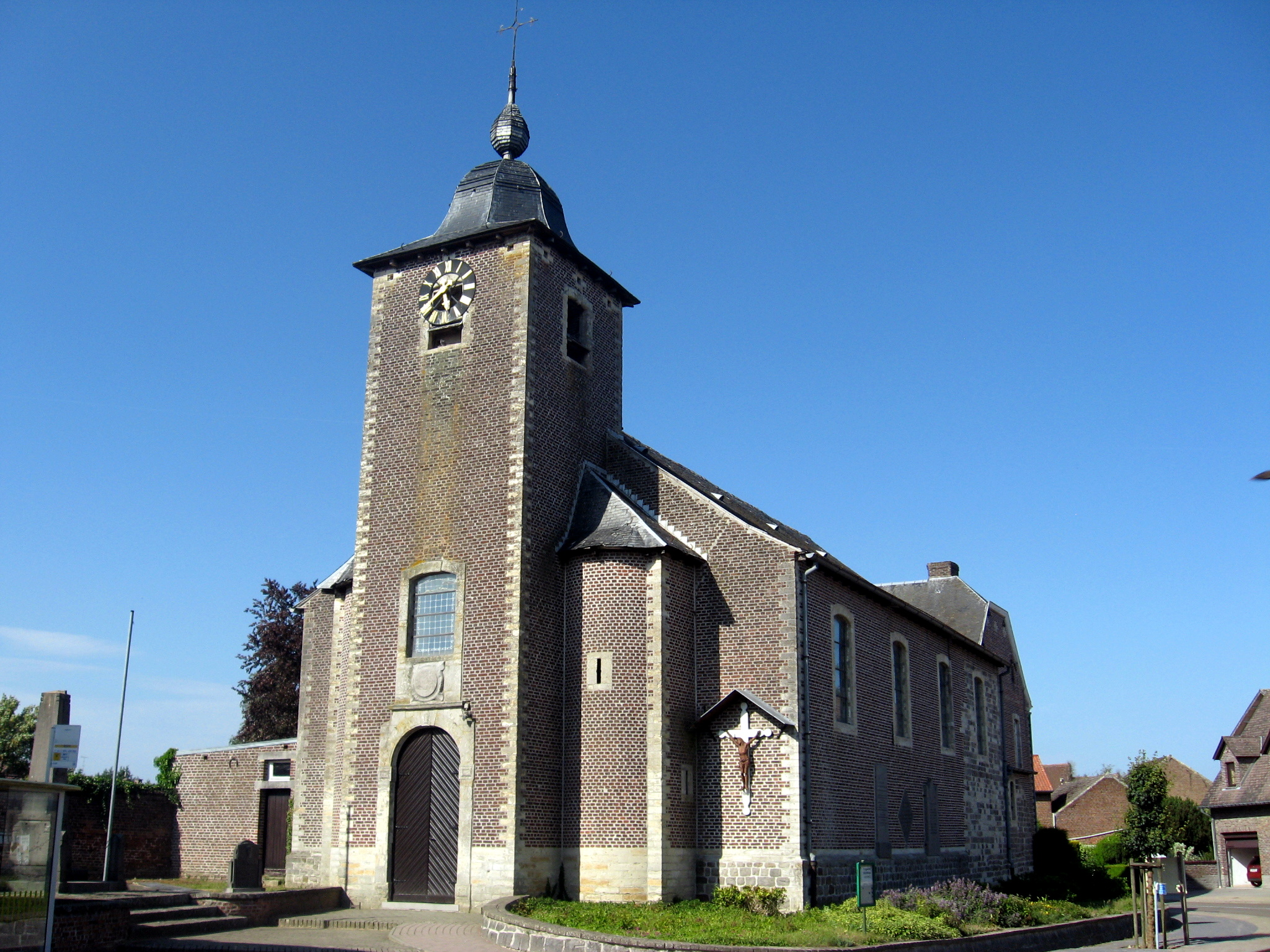
Sint-Niklaaskerk

## Geschiedenis
Outgaarden, dat Nederlandstalig is, maakte van 1810 tot 1922 deel uit van de gemeente Zittert-Lummen, dat Franstalig is. Bij wet van 26 juli 1922 werd Outgaarden een zelfstandige gemeente.
In 1977 werd Outgaarden een deelgemeente van Hoegaarden.

## Bezienswaardigheden
- De Sint-Niklaaskerk die in 1588 werd opgetrokken en in 1760 hersteld werd.
- De oorlogsgraven[5] van de gesneuvelden van het  Brits Gemenebest tijdens de Tweede Wereldoorlog.

## Natuur en landschap
Outgaarden ligt op het Haspengouws Plateau op een hoogte van 55-98 meter. Kenmerkend zijn een aantal holle wegen.

## Demografische ontwikkeling
- Bronnen:NIS, Opm:1831 tot en met 1970=volkstellingen; 1976 = inwoneraantal op 31 december

## Voetwegen
Op het grondgebied van de vroegere gemeenten Zittert-Lummen en Outgaarden zijn er in totaal 53 kilometer voetwegen. Alle 83 paden werden in kaart gebracht: 31 km zijn in goede staat, 5 km zijn overgroeid, 14 km onbekende toestand en 1 km werd afgeschaft.,.

## Sport
SC Hoegaarden-Outgaarden, een ploeg die actief is in de provinciale reeksen van de Koninklijke Belgische Voetbalbond (KBVB), werd in 1926 opgericht onder de naam Grand-Pont. Deze naam verwees naar de samenwerking met de Hoegaardse suikerfabriek. Vijf jaar later werd de eerste titel binnengehaald, met name in de derde regionale en nog eens twee jaar later werd de titel behaald in tweede regionale. In 1938 hield de club tijdelijk op te bestaan tot enkele sportievelingen omstreeks 1940 de club heroprichtten. Drie jaar later, in volle oorlogsperiode, behaalde de ploeg haar derde (regionale) titel.

## Nabijgelegen kernen
Goetsenhoven, Bost, Hoegaarden, Zétrud-Lumay, Opheylissem
Deelgemeenten: Hoegaarden · Meldert · Outgaarden

Overige dorpen en gehucht: Aalst · Babelom · Hoksem · Klein-Overlaar · Nerm · Rommersom · Sint-Katharina-Houtem

Belgische gemeenten · Arrondissement Leuven · Vlaams-Brabant · Vlaanderen